# Clyde Kusatsu
 (avril 2019).
Si vous disposez d'ouvrages ou d'articles de référence ou si vous connaissez des sites web de qualité traitant du thème abordé ici, merci de compléter l'article en donnant les références utiles à sa vérifiabilité et en les liant à la section « Notes et références ».
Clyde Kusatsu est un acteur américain, né le 13 septembre 1948 à Honolulu, Hawaï (États-Unis). Il a joué dans plusieurs centaines de séries et films depuis les années 1970, notamment dans le rôle d'Ali dans la série Frank, chasseur de fauves (1982-1983), et dans les films La Bataille de Midway, Comme un oiseau sur la branche, Dans la ligne de mire et Godzilla.

## Biographie
La passion de Clyde Kusatsu pour le théâtre naît à l'école Iolani de son île natale, Hawaï. Il étudie ensuite les arts dramatiques à l'Université Northwestern (Illinois), dont il sort diplômé en 1970. 
Trois ans plus tard, il décroche ses premiers rôles à la télévision dans la série Kung Fu (quatre épisodes, de 1973 à 1975), et au cinéma dans le film catastrophe 747 en péril (1974). Il ne cessera dès lors de travailler, devenant l'un des acteurs les plus demandés pour les personnages d'origine asiatique. 
L'un de ses premiers rôles marquants est dans l'épisode Le prisonnier de la série Les Têtes brûlées, en 1976. On le voit aussi dans quatre épisodes de MASH. Mais ce n'est qu'en 1982 qu'il décroche son premier rôle régulier : Ali, le sympathique et amusant assistant de Bruce Boxleitner dans Frank, chasseur de fauves. Sept ans plus tard, il sera aussi le Dr. Kenji Fushida dans Médecin à Honolulu, aux côtés de Richard Chamberlain. Mais ces deux séries sont annulées au bout d'une seule saison.
Outre Médecin à Honolulu, il a joué une quarantaine de rôles de docteurs, notamment dans Côte Ouest (1981), Magnum (1985), Dallas (1985), Dynastie (1987), Les Anges du bonheur (1997), Ally McBeal (2000), Nip/Tuck (2003), Urgences (2007), Dollhouse (2009) et Les feux de l'amour (rôle récurrent du Dr. Dennis Okamura, de 2006 à 2012).
Au cinéma, il a tenu des rôles secondaires dans des films comme La Bataille de Midway avec Charlton Heston (1976), Turner et Hooch avec Tom Hanks (1989), Comme un oiseau sur la branche avec Mel Gibson (1990), Dans la ligne de mire avec Clint Eastwood (1993), Soleil levant avec Sean Connery (1993), Godzilla de Roland Emmerich (1998), American Pie avec Jason Biggs (1999) et L'Interprète avec Nicole Kidman (2005).
En 2013, il devient le président de l'antenne locale de Los Angeles du SAG-AFTRA, le syndicat des acteurs américains.
Il est marié à Gayle Shuffler depuis 1976, et a deux fils : Kevin et Andrew.

## Filmographie

### Cinéma
- 1976 : La Bataille de Midway (Midway) : Cmdr. Watanabe
- 1976 : Alex ou la liberté (Alex & the Gypsy) : X-Ray Technician
- 1977 : Black Sunday : Captain Ogawa
- 1977 : Bande de flics (The Choirboys) : Francis Tanaguchi
- 1978 : Le Merdier (Go Tell the Spartans) : Col. Minh
- 1979 : Le Rabbin au Far West (The Frisco Kid) : Mr. Ping (railroad work crew)
- 1979 : Meteor de Ronald Neame : Yamashiro
- 1981 : Deux filles au tapis (...All the Marbles) : Clyde Yamashito, Japanese Promoter
- 1982 : À armes égales (The Challenge) : Go
- 1982 : Lookin' to Get Out de Hal Ashby
- 1984 : Gimme an 'F' : Japanese businessman
- 1985 : Volunteers : Souvanna
- 1986 : Shanghai Surprise : Joe Go
- 1989 : Turner et Hooch (Turner & Hooch) : Kevin Williams
- 1989 : Wired : Coroner
- 1989 : Cours d'anatomie (Gross Anatomy)[réf. nécessaire] : Interviewing Professor
- 1990 : Comme un oiseau sur la branche (Bird on a Wire) : Mr. Takawaki
- 1991 : L'Arme parfaite (The Perfect Weapon) : Detective Wong
- 1991 : Pizza Man : Former Prime Minister Nakasone
- 1993 : Silent Cries : Saburo Saigo
- 1993 : Dragon, l'histoire de Bruce Lee (Dragon: The Bruce Lee Story) : History Teacher
- 1993 : Hot Shots! 2 (Hot Shots! Part Deux) : Prime Minister Soto
- 1993 : Made in America : Bob Takashima
- 1993 : Dans la ligne de mire (In the Line of Fire) : FBI Agent Jack Okura
- 1993 : Soleil levant (Rising Sun) : Tanaka
- 1994 : Une épouse trop parfaite (Dream Lover) : Judge Kurita
- 1995 : Aladdin et le Roi des voleurs (Aladdin and the King of Thieves) (vidéo) : Additional Voices (voix)
- 1995 : Chien d'élite (Top Dog) : Capt. Callahan
- 1996 : Agent zéro zéro (Spy Hard) de Rick Friedberg : Noggin
- 1997 : Paradise Road : Sergeant Tomiashi, 'The Snake'
- 1998 : Godzilla : Tanker Skipper
- 1999 : American Pie de Paul et Chris Weitz : English Teacher
- 2001 : La Cour de récré: Vive les vacances (Recess: School's Out) : Mr. Yamashiro (voix)
- 2001 : Dr. Dolittle 2 : Bee (voix)
- 2002 : A Ribbon of Dreams : Fred (The Agent)
- 2003 : The Singing Detective : Visiting Japanese Doctor
- 2003 : The United States of Leland : Judge
- 2003 : BachelorMan : Mr. Yi
- 2003 : Hollywood Homicide : Coroner Chung
- 2004 : Extreme Dating : Joe
- 2004 : Gas : Mr. Sang
- 2004 : Paparazzi : Dr. Hanson
- 2005 : Pretty Persuasion : Judge Carl Munro
- 2005 : L'Interprète (The Interpreter) : Police Chief Lee Wu
- 2005 : Shopgirl : Mr. Agasa
- 2005 : La rumeur court... (Rumor Has It...) : Conference Attendee
- 2006 : Sixth Street Bridge : Father
- 2007 : Burger Kill (Drive Thru) : Fred

### Télévision
- 1976 : Farewell to Manzanar (TV) : Teddy Wakatsuki
- 1976 : Les Têtes brûlées : Tenyu Araki, saison 1, épisode 6 (Le Prisonnier).
- 1977 : Voyage dans l'inconnu (Tale of the Unexpected) (TV) : Kenji
- 1978 : Docteur  Strange (TV) : Wong
- 1980 : A Perfect Match (TV) : Dr. Tommy Chang
- 1981/1982: Magnum S2E5
- 1984 : Espionnes de charme (Velvet) (TV) : Doctor Yashima
- 1985-1986 : MacGyver : 
  - Anek (saison 1, épisode 2 "Le triangle d'or")
  - Sam (saison 2, épisode 4 "L'enfant désiré")
- 1985 : Droit de vengeance (Streets of Justice) (TV) : Dr. Edwards
- 1986 : Intimate Encounters (TV) : Professor Ikeda
- 1987 : Mistress (TV) : Miki
- 1987 : La Vérité cachée (Laguna Heat) (TV) : Coroner
- 1988 : Tales from the Hollywood Hills: Golden Land (TV) : Philip
- 1988 : Run Till You Fall (TV) : Fujimoto
- 1989 : Le Commando de la dernière chance (The Road Raiders) (TV) : Shimoto
- 1990 : Contre toute évidence (Revealing Evidence: Stalking the Honolulu Strangler) (TV) : Lt. Arioto
- 1990 : In the Line of Duty: A Cop for the Killing (TV) : Matsumo
- 1991 : And the Sea Will Tell (TV) : Enoki
- 1991 : Mensonges d'amour (Lies Before Kisses) (TV) : Lieutenant Hand
- 1991 : Jailbirds (en) (TV) : Kasaki
- 1991 : Baby of the Bride (TV) : Dr. Chang
- 1992 : Raven: Return of the Black Dragons (TV) : Ken Tanaka
- 1993 : Les Soldats de l'espérance (And the Band Played On) (TV) : Blood Bank Executive
- 1994 : Belle de nuit (Deconstructing Sarah) (TV) : Officer Okawa
- 1995 : Favorite Deadly Sins (TV) : Saint Peter
- 1998 : Babylon 5: Cinquième dimension (Babylon 5: Thirdspace) (TV) : Bill Morishi
- 1999 : Batman Beyond: The Movie (TV) : Wrestling Coach
- 2000 : American Tragedy (TV) : Judge Lance Ito
- 2004 : Les Aventures de Flynn Carson : Le Mystère de la lance sacrée (The Librarian: Quest for the Spear) (TV) : Head monk
- 2005 : Kim Possible, le film : Mission Cupidon (TV) : Nakasumi (voix)
- 2005 : The Closer : L.A. enquêtes prioritaires (Série TV) : Dr. Tanaka (Saison 1 épisode 1)
- 2006 : Charmed (série télévisée) (saison 8, épisode 14) : Lo Pan
- 2006 : Hellboy : Le Sabre des tempêtes (Hellboy: Sword of Storms) (TV) : Voix additionnelles (voix)
- 2007 : Lights, Camera, Shanghai! (vidéo)
- 2010 : Une nounou pour Noël (A Nanny for Christmas) (TV) : Mr. Halligan
- 2024 : Espion à l'ancienne (A Man on the Inside) : Grant Yokohama